# Герлах V фон Велденц
Герлах V фон Велденц (на немски: Gerlach V von Veldenz; † между юли 1259 и 13 септември 1260) е граф на Велденц (1254 – 1259).

## Произход и наследство
Той е единствен син на граф Герлах IV фон Велденц († 1245) и съпругата му вилдграфиня Беатрикс фон Вилдграф фон Даун († сл. 1245), дъщеря на вилдграф Конрад II фон Даун († сл. 1263) и Гизела фон Саарбрюкен († сл. 1265), дъщеря на граф Симон II фон Саарбрюкен († 1207) и Лиутгард фон Лайнинген († сл. 1239).
Сестра му Аделхайд фон Велденц († 1268) е омъжена сл. 1249 г. за Крафто фон Боксберг, господар на Швайнберг († 19 май 1271), син на Волфрад I фон Краутхайм († 1234) и Аделхайд фон Боксберг († сл. 1213).
Дъщеря му Агнес фон Велденц наследява графството Велденц (1259 – 1270).
Дядо е на Валрам фон Велденц († 1336), от 1328 г. епископ на Шпайер.

## Фамилия
Герлах V фон Велденц се жени 1254/1257 г. за графиня Елизабет фон Цвайбрюкен († между 3 март 1258 и 17 юни 1259), дъщеря на Хайнрих II фон Цвайбрюкен († 1282) и Агнес фон Еберщайн († сл. 1284). Те имат две дъщери:
- Агнес фон Велденц (* 1258; † 1277), наследничка, графиня на Велденц (1259 – 1270), омъжена пр. април 1277 г. за Хайнрих I фон Геролдсек († 1296/1298), граф на Велденц (1270 – 1298)
- дъщеря († сл. 17 юни 1259).